# أندريا بيلوتي
أندريا بيلوتي (بالإيطالية: Andrea Belotti) (مواليد 20 ديسمبر 1993)، هو لاعب كرة قدم إيطالي، يلعب في مركز الهجوم مع نادي بنفيكا في الدوري البرتغالي معاراً من كومو ويلعب أيضًا مع المنتخب الإيطالي لكرة القدم.

## مسيرته الكروية

### ألبينوليفي
ولد في كالشيناتي، شمال إيطاليا. بدأ مسيرته الكروية في نادي ألبينوليفي، الذي يلعب في الدوري الإيطالي الدرجة الثانية، حيث تم تصعيده إلى الفريق الأول عام 2012. سجل في موسمه الأول والوحيد مع الفريق 12 هدف.

### باليرمو
إنتقل بعدها في موسم 2013–2014 إلى نادي باليرمو من الدرجة الثانية. سجل في موسمه الأول مع باليرمو 12 هدف وصنع 4 أهداف أخرى ليساهم في تتويج الفريق بطلاً لدوري الدرجة الثانية، والارتقاء بالتالي لدوري الدرجة الأولى. في الموسم التالي في الدرجة الأولى لم يشارك بيلوتي أساسياً سوى في 9 لقاءات، بينما جاء بديلاً في 29 أخرى، ليكتفي برصيد 6 أهداف خلال الموسم.

### تورينو
في 18 أغسطس 2015، إنضم رسمياً لنادي تورينو قادماً من باليرمو مقابل 8 ملايين يورو. وفي موسمه الأول مع النادي سجل 12 هدف.

## الحياه الشخصية
تزوج بيلوتي من جورجيا دورو في 15 يونيو 2017.

## الإحصائيات

### النادي
آخر تحديث 16 ديسمبر 2017.
| النادي     | الموسم   | الدوري                         | الدوري | الدوري | Cup | Cup | الاتحاد الأوروبي لكرة القدم | الاتحاد الأوروبي لكرة القدم | Other | Other | المجموع | المجموع |
| النادي     | الموسم   | الدوري                         | لعب    | سجل    | لعب | سجل | لعب                         | سجل                         | لعب   | سجل   | لعب     | سجل     |
| ---------- | -------- | ------------------------------ | ------ | ------ | --- | --- | --------------------------- | --------------------------- | ----- | ----- | ------- | ------- |
| ألبينوليفي | 2011–12  | الدوري الإيطالي الدرجة الثانية | 8      | 2      | 0   | 0   | —                           | —                           | —     | —     | 8       | 2       |
| ألبينوليفي | 2012–13  | الدوري الإيطالي الدرجة الثانية | 30     | 12     | 1   | 0   | —                           | —                           | —     | —     | 31      | 12      |
| ألبينوليفي | 2013–14  | الدوري الإيطالي الدرجة الثانية | —      | —      | 1   | 0   | —                           | —                           | —     | —     | 1       | 0       |
| ألبينوليفي | المجموع  | المجموع                        | 38     | 14     | 2   | 0   | —                           | —                           | —     | —     | 40      | 14      |
| باليرمو    | 2013–14  | الدوري الإيطالي الدرجة الثانية | 24     | 10     | 0   | 0   | —                           | —                           | —     | —     | 24      | 10      |
| باليرمو    | 2014–15  | الدوري الإيطالي                | 38     | 6      | 1   | 0   | —                           | —                           | —     | —     | 39      | 6       |
| باليرمو    | 2015–16  | الدوري الإيطالي                | —      | —      | 1   | 0   | —                           | —                           | —     | —     | 1       | 0       |
| باليرمو    | المجموع  | المجموع                        | 62     | 16     | 2   | 0   | —                           | —                           | —     | —     | 64      | 16      |
| تورينو     | 2015–16  | الدوري الإيطالي                | 35     | 12     | 1   | 0   | —                           | —                           | —     | —     | 36      | 12      |
| تورينو     | 2016–17  | الدوري الإيطالي                | 35     | 26     | 3   | 2   | —                           | —                           | —     | —     | 38      | 28      |
| تورينو     | 2017–18  | الدوري الإيطالي                | 14     | 4      | 2   | 3   | —                           | —                           | —     | —     | 16      | 7       |
| تورينو     | المجموع  | المجموع                        | 84     | 42     | 6   | 5   | —                           | —                           | —     | —     | 90      | 47      |
| الإجمالي   | الإجمالي | الإجمالي                       | 184    | 72     | 10  | 5   | —                           | —                           | —     | —     | 194     | 77      |

### الدولية
آخر تحديث 13 نوفمبر 2017.
| المنتخب | العام   | المباريات | الأهداف |
| ------- | ------- | --------- | ------- |
| إيطاليا | 2016    | 5         | 3       |
| إيطاليا | 2017    | 8         | 1       |
| المجموع | المجموع | 13        | 4       |

### الأهداف الدولية
آخر تحديث 13 نوفمبر 2017.جميع الأهداف النتائج مع منتخب إيطاليا الأول.
| # | التاريخ        | المكان                              | الخصم      | الهدف | النتيجة | المسابقة               |
| - | -------------- | ----------------------------------- | ---------- | ----- | ------- | ---------------------- |
| 1 | 9 أكتوبر 2016  | فيليب الثاني أرينا، سكوبيه، مقدونيا | مقدونيا    | 1–0   | 3–2     | تصفيات كأس العالم 2018 |
| 2 | 12 نوفمبر 2016 | ملعب راين بارك، فادوتس، ليختنشتاين  | ليختنشتاين | 1–0   | 4–0     | تصفيات كأس العالم 2018 |
| 3 | 12 نوفمبر 2016 | ملعب راين بارك، فادوتس، ليختنشتاين  | ليختنشتاين | 4–0   | 4–0     | تصفيات كأس العالم 2018 |
| 4 | 11 يونيو 2017  | ملعب فريولي، أوديني، إيطاليا        | ليختنشتاين | 2–0   | 5–0     | تصفيات كأس العالم 2018 |

## الإنجازات

### النادي
باليرمو
- الدوري الإيطالي الدرجة الثانية (1): 2013–14

### الفردية
- الكرة الفضية الإيطالية (1): 2016–17[9]
- جائزة جوسيب بريسكو (1): 2017.[10]
- لاغازيتا ديلو سبورت أداء السنة: 2017.[11]

## روابط خارجية
- أندريا بيلوتي على موقع الاتحاد الدولي (مؤرشف)  (الإنجليزية)
- أندريا بيلوتي على موقع الاتحاد الأوربي (الإنجليزية)
- أندريا بيلوتي على موقع إي إس بي إن إف سي (الإنجليزية)
- أندريا بيلوتي على موقع قاعدة بيانات كرة القدم.إي يو (الإنجليزية)
- أندريا بيلوتي على موقع ليكيب (الفرنسية)
- أندريا بيلوتي على موقع ناشيونال فوتبول تيمز (الإنجليزية)
- أندريا بيلوتي على موقع Soccerbase.com (لاعب) (الإنجليزية)
- أندريا بيلوتي على موقع Soccerway.com (الإنجليزية)
- أندريا بيلوتي على موقع عالم كرة القدم.نت (الإنجليزية)
- أندريا بيلوتي على موقع AS.com (الإسبانية)
- أندريا بيلوتي على نادي تورينو (الموقع الرسمي للنادي)